# Musée maritime de Barcelone
Le musée maritime de Barcelone (MMB) (Museu Marítim de Barcelona) est situé dans le bâtiment des Drassanes, arsenaux royaux de Barcelone, destinés à la construction navale entre le XIIIe siècle et le XVIIIe siècle.
La première mention de ces arsenaux date de 1243 dans un document indiquant les limites de la ville de Barcelone et qui mentionne un chantier naval. Le musée a été déclaré musée d'intérêt national par le gouvernement de la Catalogne.
On peut y observer notamment une réplique de galère royale grandeur nature, utilisée lors de la Bataille de Lépante, ainsi que d'une reproduction du sous-marin Ictíneo I, créé par le savant catalan Narcís Monturiol i Estarriol.

## Peinture

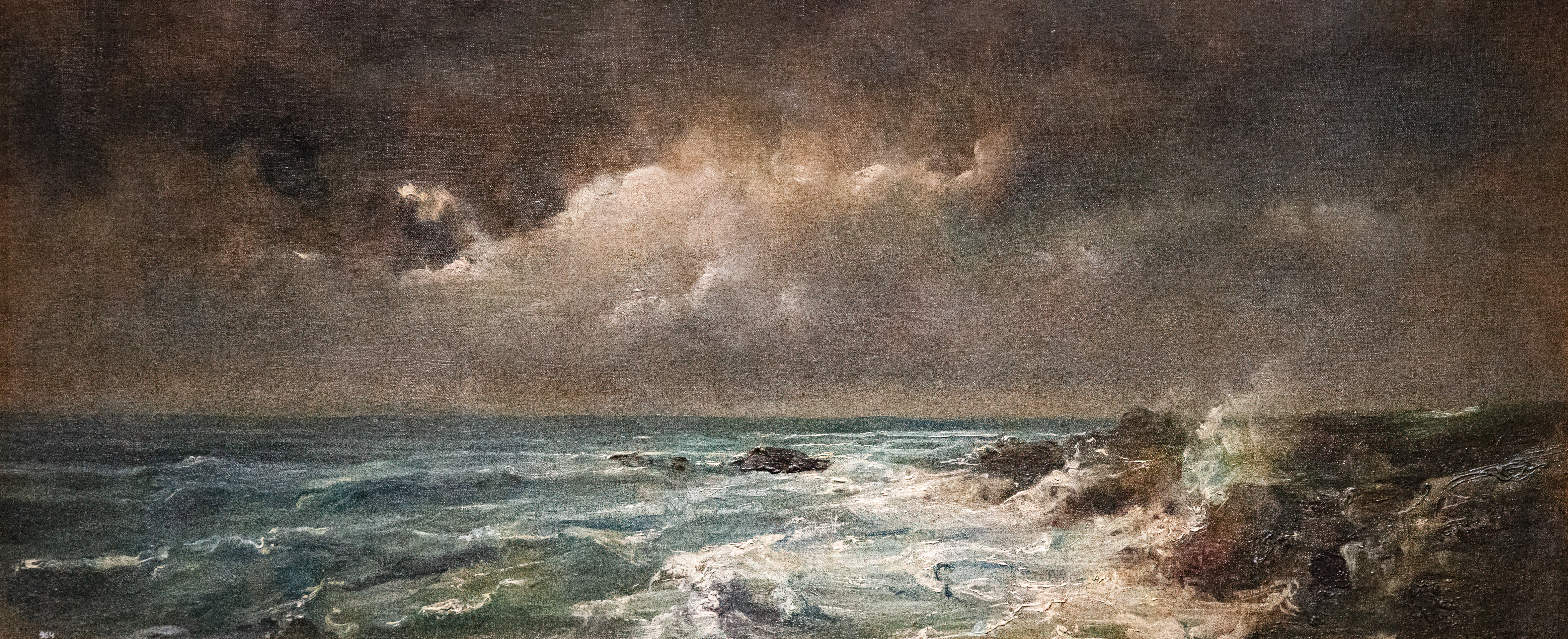
Marina -  Ramón Martí Alsina